# Adrien Proust
Adrien Proust (Illiers, 18 de març de 1834 - París, 1903) va ser un metge francès, conegut per la seva labor professional i política durant la Tercera República i per ser el pare de l'escriptor Marcel Proust.
Proust neix dins d'una família de classe mitjana, propietària d'una drogueria. En la dècada de 1850, tot i això, ja és un estudiant de Medicina instal·lat a París, on es doctora en 1862 amb una tesi dedicada al pneumotòrax espontani idiopàtic. La seva carrera professional, a partir de llavors, hauria de desenvolupar-se entre l'hospital Hôtel-Dieu de l'Illa de la Ciutat (el més antic de París, fundat en 651), la Facultat de Medicina de la Sorbona i l'Administració Pública, que li va confiar diversos comissionats en previsió de la pesta i el còlera. Gabriel García Márquez, en la seva novel·la L'amor en els temps del còlera cita a Proust com "el millor epidemiòleg del seu temps".
Va dirigir la col·lecció Bibliothèque d'hygiène thérapeutique
de l'editorial Masson de Paris. Va ser membre de la Societat Anatòmica de Paris des de 1860.
Fou escollit membre titular de l'Acadèmia nacional de medicina el 17 de juny de 1879 i va ocupar el lloc de secretari anual des de 1883 fins a 1888.
Va ser nomenat comendador de la Legió d'Honor francesa el 1892.
Proust es va casar el 3 de setembre de 1870 amb Jeanne Weil, la filla de Nathé Weil (1814-1896) un notable agent de borsa alsacià i la neta d'un ministre de justícia. La parella va tenir dos fills, Marcel (nascut en 1871) i Robert (nascut en 1873, també metge i editor de la correspondència del seu germà).
Marcel va retratar després en A la recerca del temps perdut al seu pare com un home preocupat i sever, contrari, en principi, a la decisió del seu fill de dedicar-se a la literatura.